# Horntvedtbreen
Horntvedtbreen är en glaciär på Bouvetön (Norge). Den ligger på öns nordvästra del, öster om Kap Circoncision. 
Glaciären är döpt efter Harald Horntvedt som var kapten på Norvegia under första Norvegia-expeditionen 1927-28.